# Río Beliche
El río Beliche (en portugués: rio o ribeira do Beliche) es un río del suroeste de la península ibérica perteneciente a la cuenca hidrográfica del Guadiana, que discurre por la región del Algarve, en Portugal. 

## Curso
El Beliche nace en el municipio de Tavira, en las estribaciones más meridionales de la Sierra de Caldeirão, y desemboca en la margen derecha del río Guadiana, al norte del Puente Internacional del Guadiana, en el municipio de Castromarín. La desembocadura está formada por una amplia llanura de marismas y marca el inicio del estuario bajo o marino (aguas marinas) del Guadiana.
El río Beliche proporciona agua para la población y el riego de los municipios del Sotavento algarveño. Con este fin, en 1986 se construyó el embalse de Beliche. 